# أمين بوخلوف
أمين بوخلوف (مواليد 30 يناير 1984) هو لاعب كرة قدم جزائري. يلعب مع نادي اتحاد عنابة في الدوري الجزائري للمحترفين 1.

## مسيرته الكروية
كان بوخلوف عضوًا في فريق شباب باتنة الذي وصل إلى نهائي كأس الجزائر 2009-2010. في المباراة النهائية، بدأ بوخلوف المباراة حيث هُزم فريقه بنتيجة 3-0 أمام وفاق سطيف.

## مسيرته الدولية
استُدعى بوخلوف في يناير 2005 إلى المنتخب الجزائري تحت 23 عامًا للمشاركة في بطولة ودية في الدوحة عاصمة قطر. وفي أبريل، كان أيضًا ضمن الفريق المشارك في دورة ألعاب التضامن الإسلامي 2005 في المملكة العربية السعودية. وفي المجمل، شارك في 6 مباريات مع فريق تحت 23 عامًا.

## الأوسمة
- وصل إلى نهائي كأس الجزائر مرة واحدة مع نادي شباب باتنة في كأس الجزائر 2009-2010

## روابط خارجية
- ملف تعريف DZFoot
- أمين بوخلوف  على سكروي